# Nowodomki
Nowodomki (prononciation : [nɔvɔˈdɔmki]) est un village polonais de la gmina de Platerów dans le powiat de Łosice de la voïvodie de Mazovie dans le centre-est de la Pologne.
Le village possède une population de 83 habitants en 2010.

## Histoire
De 1975 à 1998, le village appartenait administrativement à la voïvodie de Biała Podlaska.